# غاستوري (كيركيرا)
غاستوري (Γαστούρι) هي مدينة في كيركيرا في مقاطعة كينتريكي إلادا في اليونان.
يبلغ عدد سكانها حوالي 1435 نسمة.